# Taipan

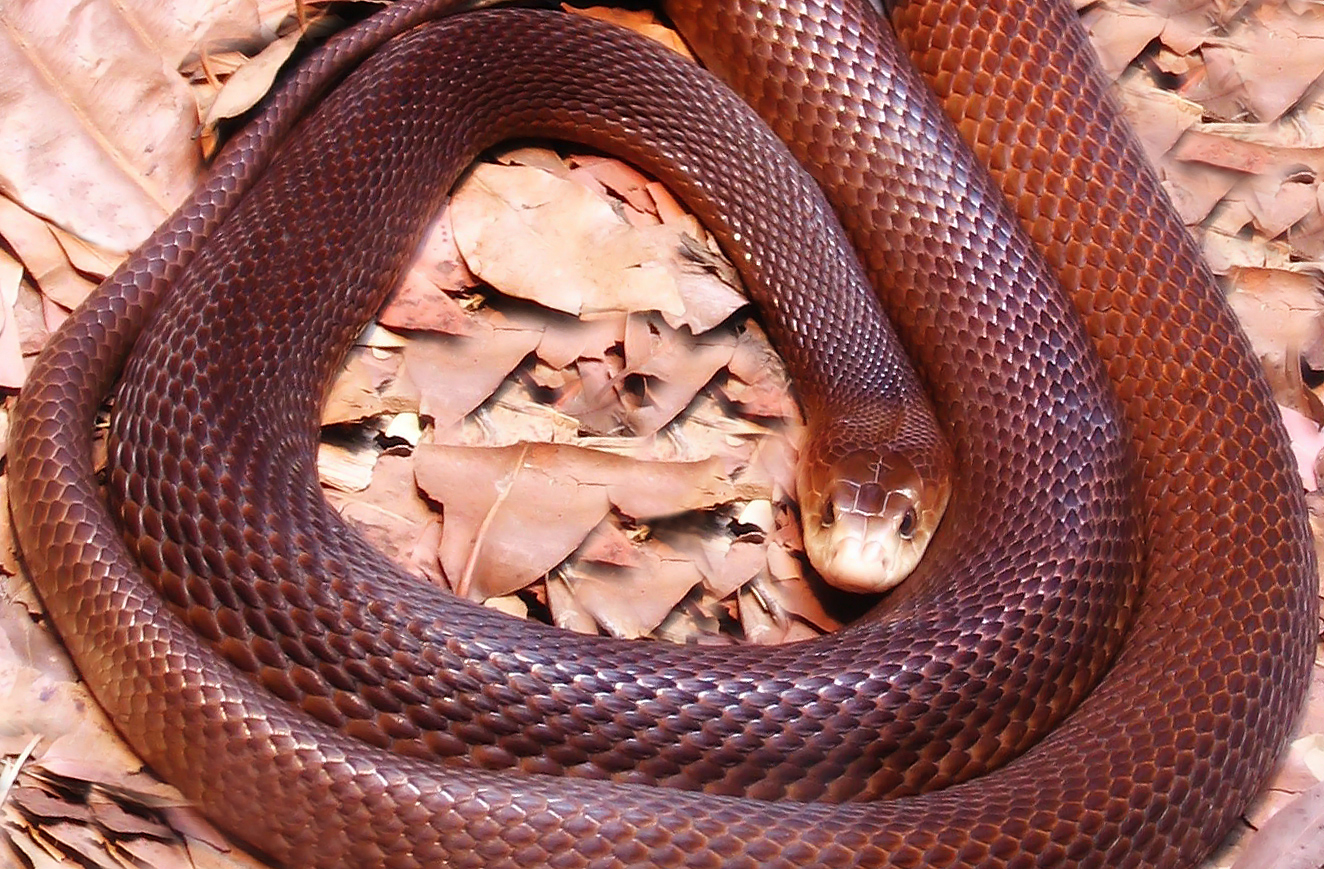
Taipan

Taipan (Oxyuranus scutellatus) este o specie de șerpi veninoși, din familia Elapidae. Arealul lui de răspândire este Australia de est și nord ca și Papua Noua Guinee. El trăiește în regiunile tropicale de savană și pădure, cu o cantitate medie de precipitații de peste 800 mm./an.

## Subspecii
| Subspecie                         | Autor taxon       | Areal geografic |
| --------------------------------- | ----------------- | --- |
| Oxyuranus scutellatus canni       | Slater, 1956      | Partea sudică a insulei Noua Guinee                                                                                          |
| Oxyuranus scutellatus scutellatus | (W. Peters, 1867) | Australia: litoralul statului Queensland, părțile nordice ale Northern Territory și părțile nordestice ale Western Australia |